# Альфарет
«Альфарет» — петербургское издательство, основанное в 2006 г. и специализирующееся на изготовлении технологией цифровой печати копий редких дореволюционных русских книг единичными экземплярами под заказ.

## Общая информация
Издательство расположено в Санкт-Петербурге и специализируется на репринтном воспроизведении редких дореволюционных русских книг малыми тиражами под заказ. Объект внимания редакционно-исследовательской деятельности — труднодоступные современному читателю старинные ценные книги, которые не переиздавались с момента выхода в свет.
В работе над комплектованием библиотек и изготовлением отдельных изданий «Альфарет» сотрудничает с ведущими специалистами крупнейших книгохранилищ, библиофилами и коллекционерами Санкт-Петербурга, Москвы и других городов.

## История
Издательство было основано в январе 2006 года, за год до этого появилась цифровая типография, которая печатала игральные карты и рекламную продукцию.
С первых же дней издательской деятельности специалисты «Альфарет» тяготели к редким и дорогостоящим, исключительным по содержанию или художественному оформлению книгам. По мере расширения деятельности петербургские специалисты пробовали разные способы печати, виды переплёта и бумаги. Была освоена ручная сшивка книг, тиснение переплетных материалов, формирование коллекций изданий по индивидуальному заказу.
«Альфарет» осуществляет полный цикл работ по изготовлению библиотеки: подбор литературы, допечатную, постпечатную обработку, эксклюзивное оформление книг, включая разные типы переплёта, тиснения, разработку книговладельческих знаков.

## Направления редакционно-издательской деятельности
Коллекция издательства, объявленная в рекламах 2009 года, носит имя «Библиотека Российской империи». В неё входят несколько тематических разделов:
- «Русская историческая библиотека»: книги по истории России XIX–XX веков в самых разных аспектах жизни государства (общественно-политическое устройство, министерства и ведомства, высшие учебные заведения, тайные общества, искусство, церковь, архитектура и зодчество и др.).
- «Русская военно-историческая библиотека»: книги по истории русской армии и флота (полки, войны и сражения, военные учебные заведения, история обмундирования и вооружения).
- «Русская географическая библиотека»: шедевры мировой и отечественной картографии, описания путешествий и экспедиций, этнографические исследования, топографические и межевые атласы.
- «Библиотека русских иллюстрированных изданий», библиотека русского искусства: церемониальные альбомы русских императоров, книги по истории костюма, моды, издания по искусству, иконографии, медалистике, геральдике, альбомы карикатур, гравюр, литографий.
- «Русская справочная библиотека» (книговедение): знаковые библиографические указатели, антикварно-букинистические каталоги, описания книжных собраний.

Отбор и комплектование изданий реализуется по темам (медалистика, геральдика, топография и межевание, история моды и так далее), по отраслевому и по географическому принципам (ряд изданий по Сибири, Азии и Кавказу). Издательство осуществляет изготовление единичных репринтов, оформление которых (бумага, переплетный материал, дизайн издания) выполняется по запросам разных коллекционеров.
Сведений о книгах, выпущенных издательством "Альфарет" после 2010 года, нет.

## Издания
- Камер-фурьерские журналы 1695–1818 гг. в ста томах — уникальное издание включает походные и путевые, церемониальные, банкетные журналы, в которых в течение более ста лет фиксировались все события в императорской семье и её окружении.
- Висковатов А. В. Историческое описание одежды и вооружения российских войск в 30 томах и 60 книгах, издававшееся с 1841 по 1862 годы, — одно из самых востребованных изданий по истории военного костюма.
- Атлас Всероссийской империи: Собрание карт И. К. Кирилова — переиздание существующих карт выдающегося картографа XVIII века, которые он готовил для задуманного им географического атласа Российской империи. Из запланированных трёх томов были напечатаны несколько экземпляров части одного тома[2].
- Коронационные альбомы:
  - Описание священного коронования их императорских величеств императора Александра III и государыни императрицы Марии Феодоровны — роскошное издание, подробно и красочно повествующее о коронации императорской четы, состоявшейся 15 мая 1883 г. в Успенском соборе Московского Кремля. Факсимильное издание вышло в «Библиотеке иллюстрированных изданий».
  - Коронационный альбом Елизаветы Петровны, Факсимильное издание 1744 г. — СПб.: Альфарет, 2006.
- Сопиков В. С. Опыт российской библиографии в двух томах — наиболее полный свод книг на русском и церковно-славянском языках за период с конца XV до начала XIX веков.
- Сборник Русского исторического общества - 148 томов редких архивных документов Российской империи.
- «Столица и усадьба. Журнал красивой жизни» - все 90 номеров популярного журнала в 7 томах. Иллюстрированный журнал, посвященный проблемам помещичьих усадеб. Выходил каждые две недели. Журнал публиковал очерки о дворянских имениях, биографии деятелей искусства, культуры, светских персонажей.